# Procaviidae
Họ Đa man (Procaviidae) là họ động vật có vú duy nhất trong Bộ Đa man. Họ này được Thomas miêu tả năm 1892.

## Hình ảnh

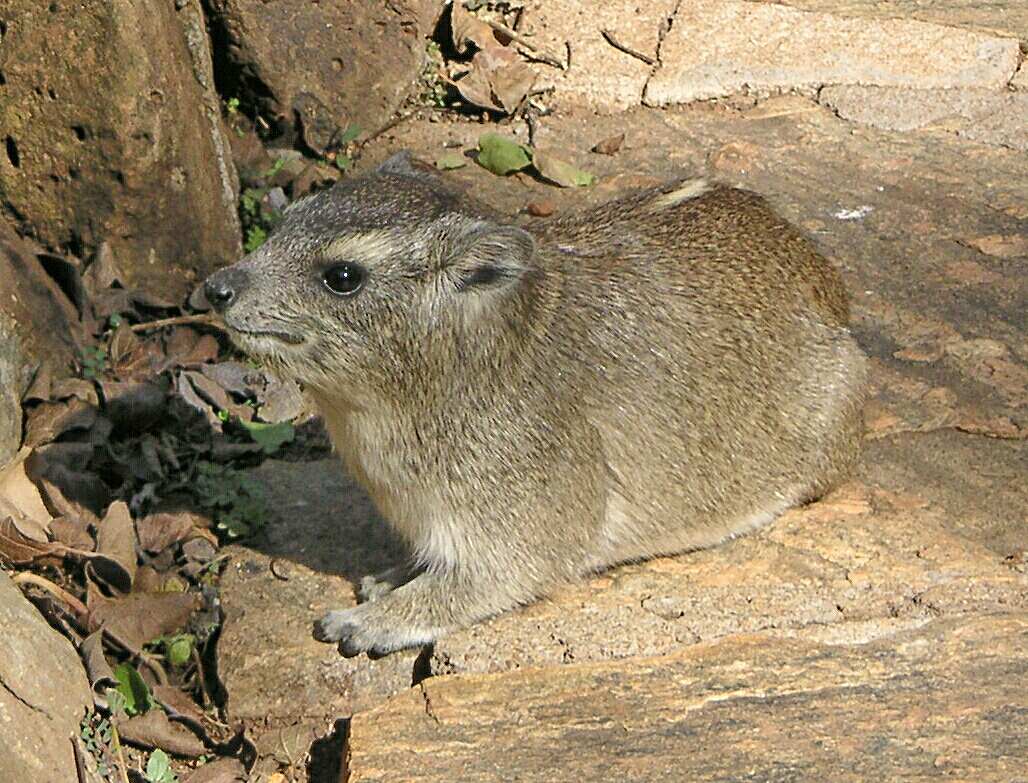
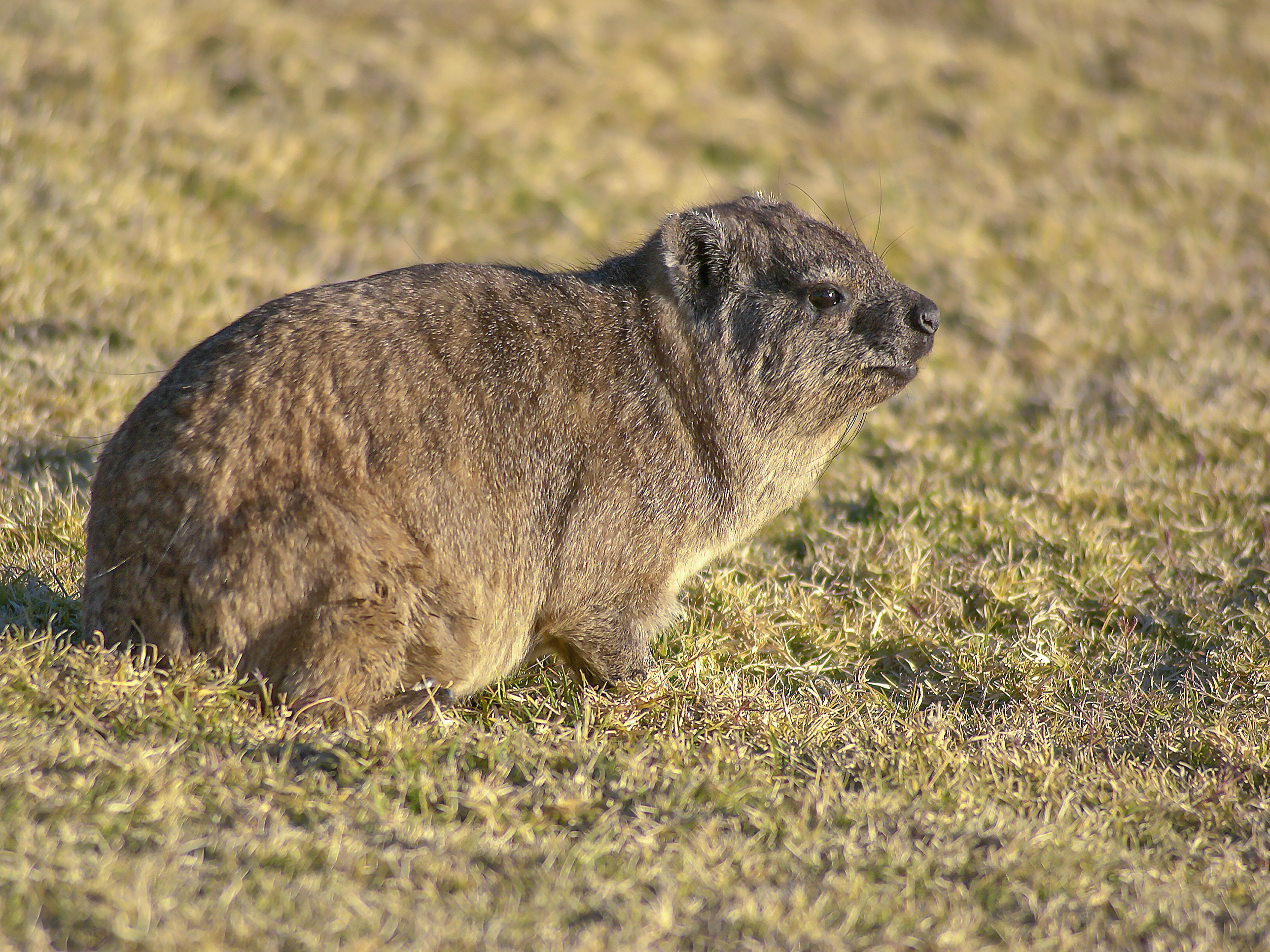
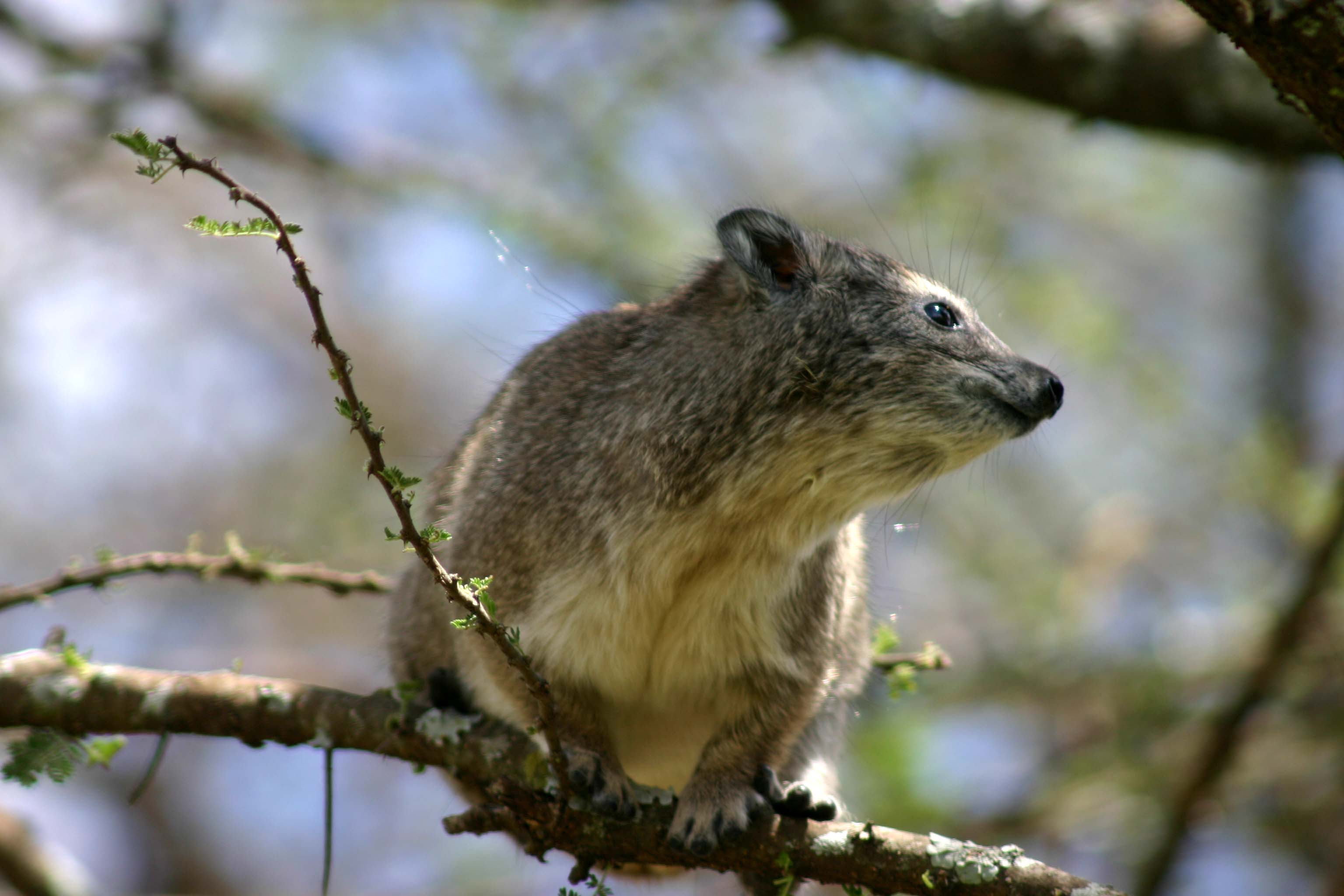